# Roger Dubos

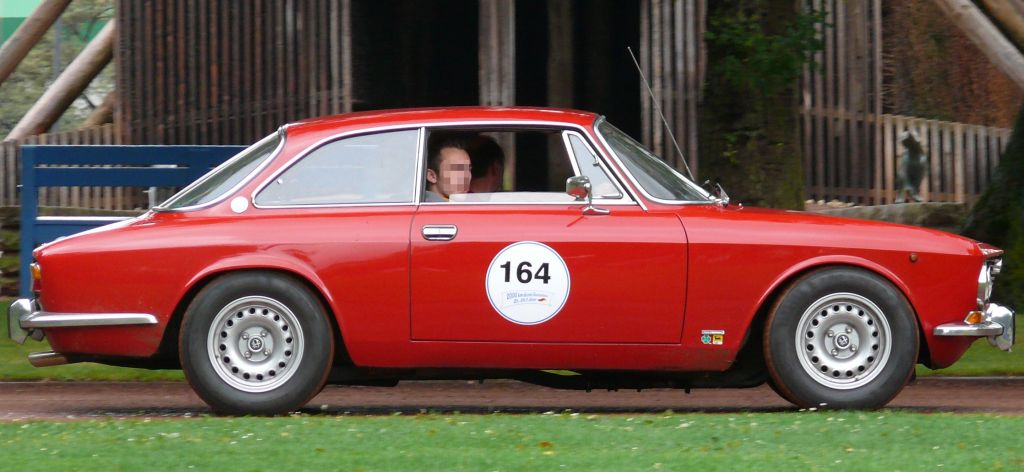
In der Rennversion eines Alfa Romeo 2000 GTV verunglückte Roger Dubos tödlich

Roger Jean Charles Dubos (* 16. Oktober 1946 in Tarbes; † 21. Juli 1973 am Circuit de Spa-Francorchamps) war ein französischer Autorennfahrer.

## Karriere im Motorsport
Roger Dubos war ein Amateur-Rennfahrer und im Brotberuf Manager einer Rennfahrerschule am Circuit d’Albi. Dubos war mit der belgischen Rennfahrerin Christine Beckers verlobt, mit der er gemeinsam Rennen bestritt. 1973 gelang es dem Paar mit Sponsorgeldern von Total Belgien, die Finanzierung für eine Sportwagen-Weltmeisterschafts-Saison aufzustellen. Einsatzfahrzeug wurde ein Chevron B21 mit 1,8-Liter-Ford-Motor für die 2-Liter-Klasse.
Den ersten Renneinsatz hatte der Wagen beim zu keiner Meisterschaft zählenden 4-Stunden-Rennen von Le Mans. Die Gesamtwertung gewannen Gijs van Lennep und Herbert Müller auf einem Werks-Porsche 911 Carrera RSR. Beckers und Dubos beendeten das Rennen an der zweiten Stelle der 2-Liter-Klasse, 4 Runden hinter den Klassensiegern Raymond Touroul und Jean-Pierre Rouget im Porsche 910. Das 1000-km-Rennen von Spa-Francorchamps beendete das Duo als Gesamtneunte, ein Ergebnis, das erneut dem zweiten Rang in der 2-Liter-Klasse entsprach.
Beim 24-Stunden-Rennen von Le Mans kam zu Beckers und Dubos Pierre Pagani ins Team. Eine Zielankunft vereitelte eine defekte Einspritzpumpe. Nach dem achten Rang bei der Trophée d’Auvergne erhielt er den ersten Werksvertrag seiner Karriere. Autodelta verpflichtete ihn für einen Start beim 24-Stunden-Rennen von Spa-Francorchamps.

## Tod beim 24-Stunden-Rennen von Spa-Francorchamps
Am 21. Juli 1973 verunglückte Roger Dubos in Spa tödlich. In der siebten Rennstunde, um 23 Uhr in der Nacht, versuchte der auf einem BMW 3.0 CSL in Führung liegende Hans-Peter Joisten zwei vor ihm fahrende Gruppe-1-Alfa Romeo 2000 GTV zu überrunden, am Steuer Roger Dubos und Claude Ballot-Léna. Nachdem Joisten im Streckenabschnitt Malmedy an Dubos vorbei war, verlor er auf der nassen Fahrbahn die Herrschaft über sein Fahrzeug. Der BMW prallte rechts in die Streckenbegrenzung und wurde in die Straßenmitte zurückgeschleudert. Dubos konnte nicht mehr ausweichen und traf den BMW bei vollem Tempo in der Höhe der Fahrertür. Beide Fahrer starben auf der Stelle. Ballot-Léna, der von Joisten schon vorher überrundet wurde, krachte ebenfalls in das BMW-Wrack, konnte seinem Alfa Romeo jedoch unverletzt entsteigen. Er versuchte noch seinen beiden Fahrerkollegen zu helfen, allerdings vergeblich.
Als die Folgen des Unfalls bekannt wurden, gab Christine Beckers, die sich das Steuer eines Opel Commodore GS mit Patrick Nève teilte, das Rennen sofort auf. Als wenig später auch Massimo Larini schwer verunglückte, zog Autodelta alle verbliebenen Wagen zurück. Der Italiener starb sieben Tage später in einem Krankenhaus. Die tragischen Unfälle leiteten das Ende der Rennstrecke von Spa in ihrer ursprünglichen Form ein.

## Statistik

### Le-Mans-Ergebnisse
| Jahr | Team                     | Fahrzeug       | Teamkollege       | Teamkollege   | Platzierung | Ausfallgrund   |
| ---- | ------------------------ | -------------- | ----------------- | ------------- | ----------- | -------------- |
| 1973 | Blancpain Total Dinitrol | Chevron B21/23 | Christine Beckers | Pierre Pagani | Ausfall     | Einspritzpumpe |

### Einzelergebnisse in der Sportwagen-Weltmeisterschaft
| Saison | Team      | Rennwagen   | 1   | 2   | 3   | 4   | 5   | 6   | 7   | 8   | 9   | 10  |
| ------ | --------- | ----------- | --- | --- | --- | --- | --- | --- | --- | --- | --- | --- |
| 1973   | Blancpain | Chevron B21 | DAY | VAL | DIJ | MON | SPA | TAR | NÜR | LEM | ZEL | WAT |
| 1973   | Blancpain | Chevron B21 |     |     |     |     | 9   |     |     | DNF |     |     |